# 形式主義 (音楽)
形式主義（けいしきしゅぎ、Formalism）とは音楽美学の用語で、音楽作品の意味は形式によって完全に規定されるという立場を指す。

## 理論
レオナルド.B.マイヤーは『音楽における意味・感情・表現』で、以下のように「形式主義者」と「表現主義者」を区別している。すなわち「形式主義者は、音楽を芸術として理解し知覚することが音楽の意味であり、音楽の意味とは本来知的なものであると主張する。それに対して表現主義者は、音楽の意味を聞き手の感情という感覚の問題で捉えるべきだと主張する」と述べている（なお、ここでの表現主義とは、アルノルト・シェーンベルクの初期作品のようなジャンルの音楽を定義する用語とは若干意味が異なる）。
マイヤーは代表的な形式主義者としてエドゥアルト・ハンスリックを挙げている。ハンスリックはヨハネス・ブラームスの音楽は主観的な表現を排し、明確な形式に拠っているとして高く評価した。それに対してフランツ・リストやリヒャルト・ワーグナーの音楽は標題音楽であるとして評価しなかった。
マイヤーはまたイーゴリ・ストラヴィンスキーにもこの用語を当てはめている。ストラヴィンスキー自身は形式主義者とみなされることを好んでいなかったが、著書の『音楽の詩学』で、形式主義的な視点から「音楽現象」を探求している。
また「形式主義」という語は、例えば十二音技法のような厳格な作曲技法に用いられることもある。この場合は往々にして否定的な意味合いで使用される。
しかしながらこの述語に最も対応しているのはしっかりとした形式美を守った古典派の作曲家に用いられるのが通例である。特に全盛を極めたソナタ形式は古典派の代名詞同様に扱われるが、「主義」と言うよりも寧ろ「形式の時代」といった方が更に的を射ている。

## ソビエト連邦での形式主義
ソビエト連邦（特にスターリニズムの時代）では「形式主義」という語は当局によって、大衆への訴えかけが不足した音楽と定義された。これはロシア・フォルマリズムとの関わりでマルクス主義文学理論から借用された文学用語である。「形式主義者」と告発されることは、簡明さやソ連国家への称賛を犠牲にして形式に傾斜した音楽家との烙印を押されることであった。
ドミートリイ・ショスタコーヴィチは2度にわたって形式主義者のレッテルをはられた。1度目は1936年1月、共産党機関紙「プラウダ」でモスクワで上演されていた彼のオペラ『ムツェンスク郡のマクベス夫人』が批判を受けたことである（プラウダ批判）。彼はモダニズム色の濃い『交響曲第4番』を初演前に撤回し、社会主義リアリズムに沿った『交響曲第5番』を「批判への応答」として作曲した。
2度目は1948年2月のジダーノフ批判である。このときはショスタコーヴィチとともにセルゲイ・プロコフィエフ、アラム・ハチャトゥリアン、ヴィッサリオン・シェバリーン、ガヴリイル・ポポーフ、ニコライ・ミャスコフスキーなどのソ連の主要な作曲家たちが形式主義者とされた。
このような形式主義者への弾圧はソ連だけにはとどまらなかった。例えば第二次世界大戦後のポーランドではスターリニスト政権が作曲家に社会主義リアリズムを要求し、従わなかったヴィトルト・ルトスワフスキやアンジェイ・パヌフニクは形式主義者のレッテルをはられ、作品の出版と上演が禁止された。他の東側諸国でも同様の状況で、コダーイ・ゾルターンはパヌフニクにハンガリーにも同じ問題があると不満を述べている。

## 参照
1. ↑  Mayer, Leonard B. (1956). Emotion and Meaning in Music (1961 ed.). Chigago, IL: University of Chicago Press. ISBN 0-226-52139-7
2. ↑  Hanslick, Eduard (1854) (German). Vom Musikalisch-Schönen. Leipzig
3. ↑  Stravinsky, Igor (1947). Poetics of Music (2008 ed.). Cambridge, MA: University Of Harvard Press. ISBN 978-1-44372-691-7
4. ↑  Volkov, Solomon (2004) Shostakovich and Stalin: The Extraordinary Relationship Between the Great Composer and the Brutal Dictator, p.183. Little, Brown. ISBN 0-316-86141-3.
5. ↑  Ob opere ”Velikaya družba” V. Muradely, postanovlaniem TsK VKP(b) ot 10 fevralya 1948 i. In: Izvestiya 11 february 1948.
6. ↑  Charles Bodman Rae (1999). The Music of Lutosławski (third edn.). Faber & Faber, London. ISBN 0-7119-6910-8
7. ↑  Panufnik, Andrzej (1987). Composing Myself. London: Methuen. ISBN 0413588807